# 189
Правління Коммода в Римській імперії.
У Китаї править династія Хань, в Індії — Кушанська імперія. Продовжується повстання жовтих пов'язок.

## Події
- У Римі бушує епідемія, нестаток харчів, заворушення.
- У Лояні, столиці тогочасного Китаю, після смері імператора, переворот, масова різанина євнухів.
- Віктор I стає новим Папою Римським.

## Померли
- Імператор Лю Хун (Хань).
- Папа Римський Елевтерій.